# Visual Basic

Môi trường phát triển tích hợp (IDE) của Microsoft Visual Basic.

Visual Basic (viết tắt VB) là một ngôn ngữ lập trình hướng sự kiện (event-driven) và môi trường phát triển tích hợp (IDE) kết bó.

## Ý nghĩa
Phần Visual (có nghĩa là hình ảnh trực quan) đề cập đến phương pháp được sử dụng để tạo giao diện đồ họa người dùng (Graphical User Interface hay viết tắt là GUI). Với những bộ phận hình ảnh (gọi là controls), bạn có thể sắp đặt vị trí và quyết định các đặc tính của chúng trên một khung màn hình, gọi là form (giống form trong Access). Nếu bạn đã từng sử dụng chương trình vẽ chẳng hạn như Paint, bạn đã có sẵn các kỹ năng cần thiết để tạo một GUI cho VB6.
Phần Basic đề cập đến ngôn ngữ BASIC (viết tắt của Beginner's All-purpose Symbolic Instruction Code), một ngôn ngữ lập trình đơn giản, dễ học, được tạo ra cho các khoa học gia (những người không có thời gian để học lập trình điện toán) dùng.

## Lịch sử
Được phát triển đầu tiên bởi Alan Cooper dưới tên Dự án Ruby (Project Ruby), và sau đó được Microsoft mua và cải tiến nhiều. Visual Basic đã được thay thế bằng Visual Basic.NET. Phiên bản cũ của Visual Basic bắt nguồn phần lớn từ BASIC và để lập trình viên phát triển các giao diện người dùng đồ họa (GUI) theo mô hình phát triển ứng dụng nhanh (Rapid Application Development, RAD); truy cập các cơ sở dữ liệu dùng DAO (Data Access Objects), RDO (Remote Data Objects), hay ADO (ActiveX Data Objects); và lập các điều khiển và đối tượng ActiveX.
Một lập trình viên có thể phát triển ứng dụng dùng các thành phần (component) có sẵn trong Visual Basic. Các chương trình bằng Visual Basic cũng có thể sử dụng Windows API, nhưng làm vậy thì phải sử dụng các khai báo hàm bên ngoài.
Trong lĩnh vực lập trình thương mại, Visual Basic có một trong những nhóm khách hàng lớn nhất. Theo một số nguồn, vào năm 2003, 52% của những lập trình viên sử dụng Visual Basic, làm nó thành ngôn ngữ lập trình phổ biến nhất vào lúc đó. Tuy nhiên, cuộc nghiên cứu của Evans Data cho rằng 43% của các lập trình viên đó có ý định đổi qua một ngôn ngữ khác.